# Reino Häyhänen

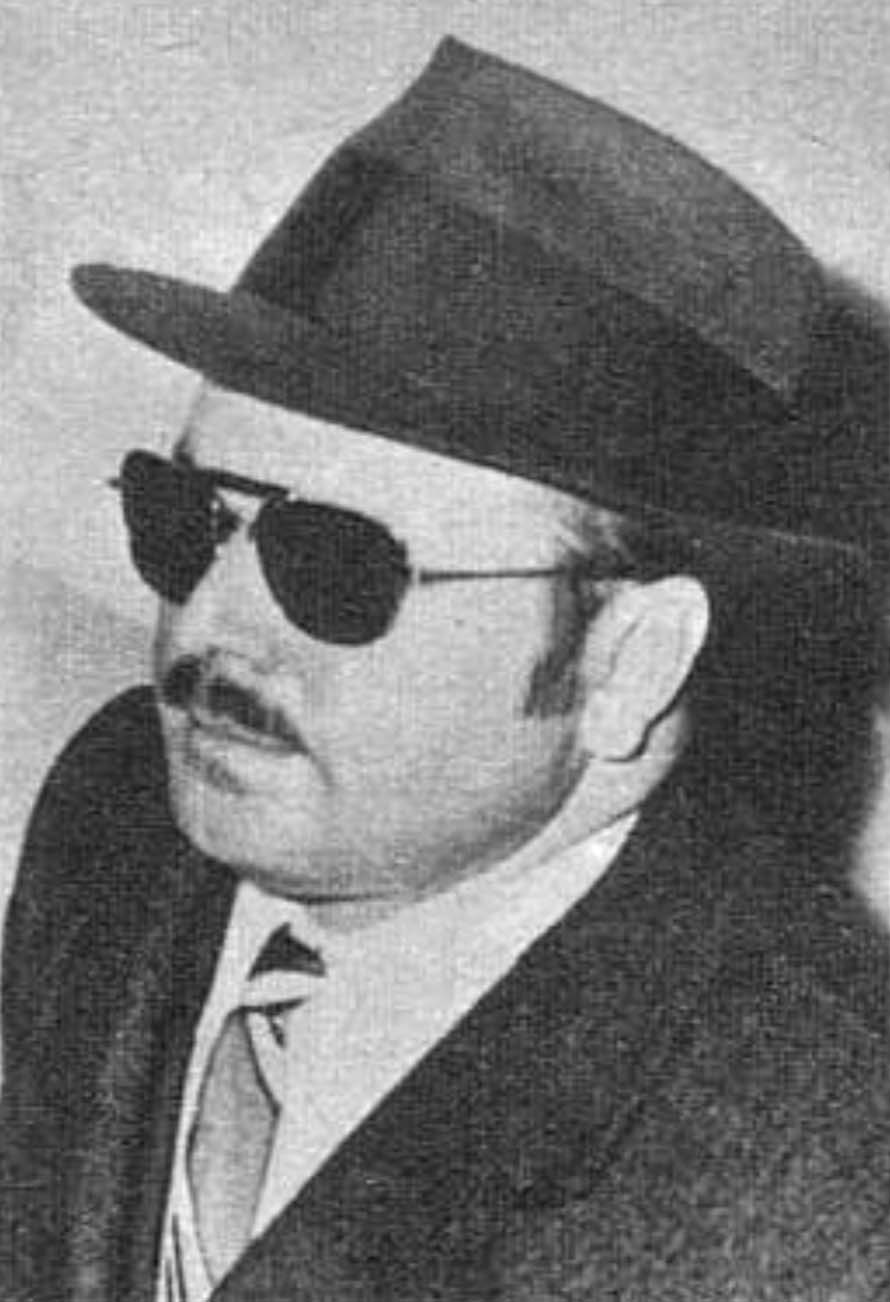
Reino Häyhänen

Reino Häyhänen (Russisch: Рейно Хейханен) (Leningrad, 14 mei 1920 - Pennsylvania Turnpike, 1961) was een Sovjet-Russisch spion die overliep naar de Verenigde Staten.

## Afkomst
Zijn ouders waren boeren van etnisch Finse afkomst. Häyhänen was een briljant student en behaalde in 1939 een diploma waarmee hij les kon geven in het middelbaar onderwijs. In september 1939 begon hij als onderwijzer aan de lagere school in het dorp Lipitzi.

## Geheime dienst
In november 1939 ging hij bij de NKVD. Omdat hij goed Fins sprak, diende hij als tolk aan het front in de Winteroorlog om buitgemaakte documenten te vertalen en gevangenen te ondervragen. Bij het eind van die oorlog in 1940 moest hij de trouw en betrouwbaarheid van Sovjet-Russische arbeiders in Finland beoordelen. Hij moest een netwerk van informanten vormen en tegen de Sovjet-Unie gezinde intelligentsia aanwijzen. In mei 1943 werd Häyhänen lid van de Sovjet-Russische communistische partij. Na de Tweede Wereldoorlog werd hij hoofd van de sectie van de NKGB van het district Segozerski op het hoofdkwartier in het dorp Padani om dissidenten op te sporen.

## Moskou
In de zomer van 1948 riep de KGB hem naar Moskou. Daar leerde hij zijn vrouw Akilina Pavolva kennen. Häyhänen leerde er Engels en kreeg opleiding in fotografie van documenten en geheimschrift. Tijdens zijn opleiding werkte Häyhänen als monteur te Valga in Estland.

## Amerika
In de zomer van 1949 ging hij onder de naam van de echt bestaande Eugene Nicolai Mäki naar Finland. De echte Nicolai Mäki was een in Amerika geboren Fin, die geëmigreerd was naar Estland en in brieven had geschreven, dat hij daar niet gelukkig was. Nadien reisde Häyhänen met de Queen Mary door naar de Verenigde Staten, zogezegd om terug te keren van zijn immigratie, om er onder de codenaam "Vic" informatie te vergaren over kernwapens en duikboten.

## Overloper
Zowel Häyhänen als zijn vrouw dronken veel alcohol. Häyhänen verduisterde geld van de KGB. Häyhänen werd in mei 1957 naar Moskou teruggeroepen. Na zijn tussenlanding in Parijs belde hij de ambassade van de Verenigde Staten in Parijs en maakte een afspraak. Hij zei: "Ik ben een officier van de Sovjet-Russische geheime dienst. De voorbije vijf jaar heb ik in de Verenigde Staten gespioneerd. Nu heb ik uw hulp nodig."
De FBI had in juni 1953 een holle munt verkregen met een microfilm met getallen erop. Häyhänen had de holle munt met een gecodeerd bericht bij vergissing als wisselgeld gegeven. Met hulp van Häyhänen kon de FBI de getallen van het VIC-cijfer ontcijferen en in verband brengen met zijn twee contacten van de KGB in New York: Mikhail Nikolaevich Svirin en Vilyam Genrikhovich Fisher alias Rudolph Ivanovich Abel met codenaam "Mark".
Het ontcijferd bericht in de munt was waardeloos. Het bevatte een boodschap van de KGB om Häyhänen welkom te heten in de Verenigde Staten en instructies om zijn netwerk op te zetten. Met de informatie die hij de FBI gaf om de code te ontcijferen vond de FBI de identiteit van zijn twee belangrijkste contacten in New York: Svirin en Fisher.
Häyhänen vertelde de FBI over Vitali G. Pavlov, die aan de ambassade te Ottawa werkte, over Aleksandr Mikhailovich Korotkov en over de sergeant Roy Rhodes van het Amerikaans leger, die in de garage van de Amerikaanse ambassade te Moskou had gewerkt, door de KGB was gechanteerd nadat hij in dronken toestand een Russische vrouw zou zwanger gemaakt hebben en de KGB dreigde, om dat aan zijn vrouw te onthullen, waarna hij onder de codenaam "Québec" spioneerde.

## Verdacht overlijden
Reino Häyhänen stierf in een verdacht auto-ongeval.